# Schulmuseum Dresden

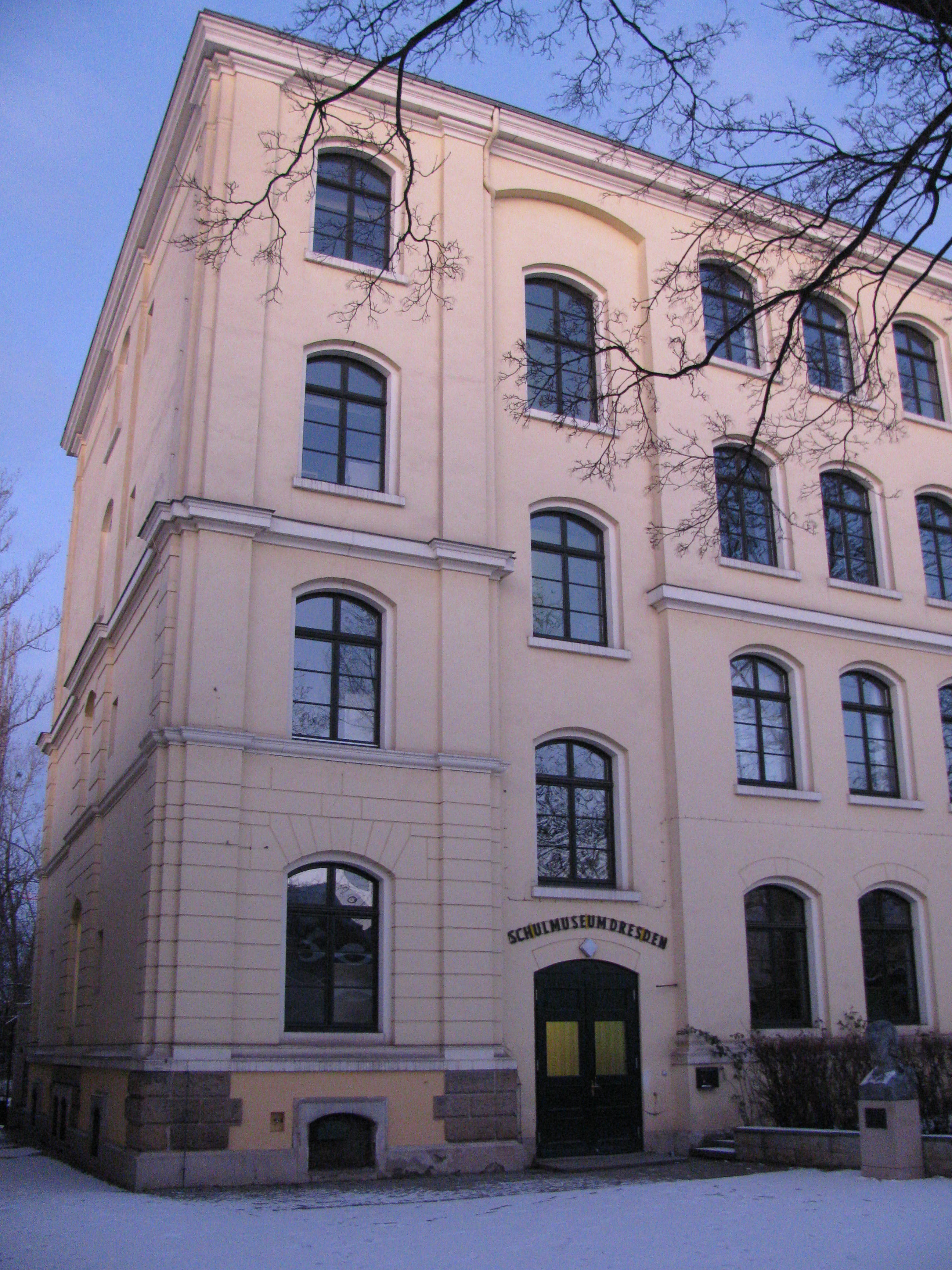
Gebäude des Schulmuseums

Das Schulmuseum Dresden ist ein Schulmuseum in der sächsischen Landeshauptstadt.

## Standort
Das Schulmuseum befindet sich im Stadtteil Friedrichstadt in Innenstadtnähe. Es liegt auf einem traditionsreichen Schulgelände zwischen der Seminarstraße und der Wachsbleichstraße in einem früheren Schulhaus. Das Nachbargebäude dient seit 1785 fast ununterbrochen als Schule und wird durch die 48. Grundschule Dresden genutzt. In Sichtweite liegen außerdem der Bahnhof Dresden Mitte, das Krankenhaus Dresden-Friedrichstadt und die Außenstelle des Berufsschulzentrums für Gastgewerbe. Weitere Dresdner Museen in der Umgebung sind das Fahrradmuseum Dresden sowie das KraftWerk – Dresdner Energiemuseum.

## Konzeption
Die Konzeption des Museums sieht drei Schwerpunkte vor. Zum einen sollen Ausstellungen die verschiedenen Epochen der letzten 150 Jahre Bildungsgeschichte Sachsens und Dresdens für die Öffentlichkeit dokumentieren. Zum anderen dient es Wissenschaftlern als Forschungszentrum für die Historie der Schulen. Drittens soll es eine Kommunikationsplattform für den Austausch neuer Forschungsergebnisse Ideen zum Thema Bildung und Erziehung sein.
Um das Museum unter möglichst gründlicher fachlicher Anleitung einzurichten, haben sich der Verein Schulmuseum Dresden e. V. und Wissenschaftler der Technischen Universität Dresden zusammengetan. Dem wissenschaftlichen Beirat gehören Professoren der Philosophischen Fakultät und der Fakultät Erziehungswissenschaften an.

## Sammlungen
Die umfangreichen Sammlungen des Schulmuseums dienen der Dokumentation der Schulgeschichte Dresdens und bestehen aus einer umfangreichen Sammlung von Schulbüchern, Lehrmitteln, Wand- und Rollbildern sowie sonstigen schulgeschichtlichen Objekten. Sie sind für die Öffentlichkeit unzugänglich und dienen Wissenschaftlern, Studenten der TU Dresden sowie an der Dresdner Schulgeschichte Interessierten zu Forschungszwecken. Neben pädagogischer Fachliteratur umfassen sie auch Tonträger, Fotografien und andere Medien. In den Sammlungen sind auch historische Lehrmittel verschiedener Fächer enthalten, darunter Physik, Geografie und Biologie. Im Aufbau befindet sich ein Archiv zur Geschichte aller Dresdner Schulen aus Vergangenheit und Gegenwart.

## Ausstellungen
Die Dauerausstellung des Schulmuseums umfasst derzeit vier Klassenräume, die jeweils eine gesellschaftliche Epoche des 20. Jahrhunderts dokumentieren und im Stil der betreffenden Zeit eingerichtet sind. Es handelt sich um Räume zu den Themen Kaiserzeit, Weimarer Republik (Reformschule), NS-Zeit und DDR. 
Regelmäßig werden in einem eigens dafür vorgesehenen Zimmer Sonderausstellungen gezeigt. In der Vergangenheit waren unter anderem Ausstellungen über die in Dresden zur Schule gegangenen Persönlichkeiten Maria Reiche und Helmut Schön zu sehen. Präsentiert wurden außerdem Ausstellungen über die Gehörlosenschule in Trachenberge, die Schulen des Stadtteils Friedrichstadt, über Zuckertüten sowie über Feder, Tinte und Papier.

## Geschichte

### Frühere Dresdner Schulmuseen
Vor 1945 besaß Dresden drei Schulmuseen und damit reichsweit die meisten. Am 4. Dezember 1904 eröffnete das Schulmuseum des Sächsischen Lehrervereins, das sich an der heutigen Hochschulstraße in der Südvorstadt befand. Es bestand aus einer Lehrmittelsammlung und zeigte viele Ausstellungen. Im gleichen Gebäude wurde im Oktober 1905 das Schulmuseum des Dresdner Lehrervereins eingerichtet, dessen Schwerpunkt auf der Heimatkunde lag. Am 6. April 1910 kam, ebenfalls in der Südvorstadt, mit dem Schulmuseum des Sächsischen Seminarlehrervereins an der Teplitzer Straße ein drittes Schulmuseum hinzu, das vorwiegend der Lehrerausbildung gewidmet war. Durch die alliierten Luftangriffe auf Dresden im Februar 1945 gingen alle drei Schulmuseen, ebenso wie mehrere Städtische Sammlungen, verloren.
Erst 1986 erfolgte die bereits seit den 1950er Jahren geplante Einrichtung eines neuen Schulmuseums an der Tiergartenstraße in Strehlen. Dieses vierte Dresdner Museum dieser Art befand sich nahe dem Zoo und damit unweit des zerstörten dritten Schulmuseums. Es enthielt einen Klassenraum von 1910, der Schwerpunkt lag aber in der sozialistischen Schulgeschichte nach 1945. Nach der Wende wurde es für unzeitgemäß befunden und nach nur sechsjährigem Bestehen zum 1. Juli 1992 geschlossen.

### Heutiges Schulmuseum
Im Jahr 1785 wurde die spätere 48. Volksschule in einem Hinterhaus des heutigen Schulmuseumsgebäudes eröffnet. Dieses Hinterhaus beherbergt noch heute die 48. Grundschule und ist damit Dresdens ältestes noch genutztes Schulgebäude. Von 1787 bis zur 1865 vorgenommenen Verlegung in einen von Carl Adolph Canzler errichteten Neubau an der Waltherstraße befand sich darin das erste sächsische Lehrerseminar, in dem unter anderem Christian Traugott Otto, Carl Heinrich Nicolai und Gustav Friedrich Dinter wirkten. Mitte des 19. Jahrhunderts wurde das Schulhaus zu klein, weshalb 1871 an der Seminarstraße eine neue Turnhalle sowie 1886 das Vorderhaus errichtet wurden. Letzteres nutzte zunächst die 48. Volksschule als Knabenhaus und bis 2002 die 48. Grundschule. Heute befindet sich darin das Schulmuseum. Ebenfalls 1871 entstand am südlichen Ende des Schulgeländes mit der historistischen 17. Volksschule von Theodor Friedrich ein drittes Schulhaus, in dem heute eine Berufsschule untergebracht ist.
Fünf Jahre nach der Schließung des vierten Dresdner Schulmuseums gründete sich 1997 der Verein Schulmuseum Dresden e. V., der sich den Aufbau eines neuen Schulmuseums zum Ziel gesetzt hatte, um damit an die Dresdner Tradition auf diesem Gebiet anzuknüpfen. Die Überflutung von Keller und Erdgeschoss des Museumsgebäudes durch die Weißeritz im Zuge des Elbhochwassers 2002 vereitelte die für Ende 2003 geplante Eröffnung. Erst 2005 konnten wesentliche Fortschritte erzielt werden. Am 24. März 2006 wurde das Schulmuseum eröffnet.